# Bloomsburg (Pennsylvania)
Bloomsburg település az Amerikai Egyesült Államok Pennsylvania államában, Columbia megyében, melynek megyeszékhelye is. Lakosainak száma 12 711 fő (2020. április 1.).

## Népesség
A település népességének változása:
| Lakosok száma | 14 855 | 15 127 | 12 711 |
|               | 2010   | 2011   | 2020   |